# 橘南谿

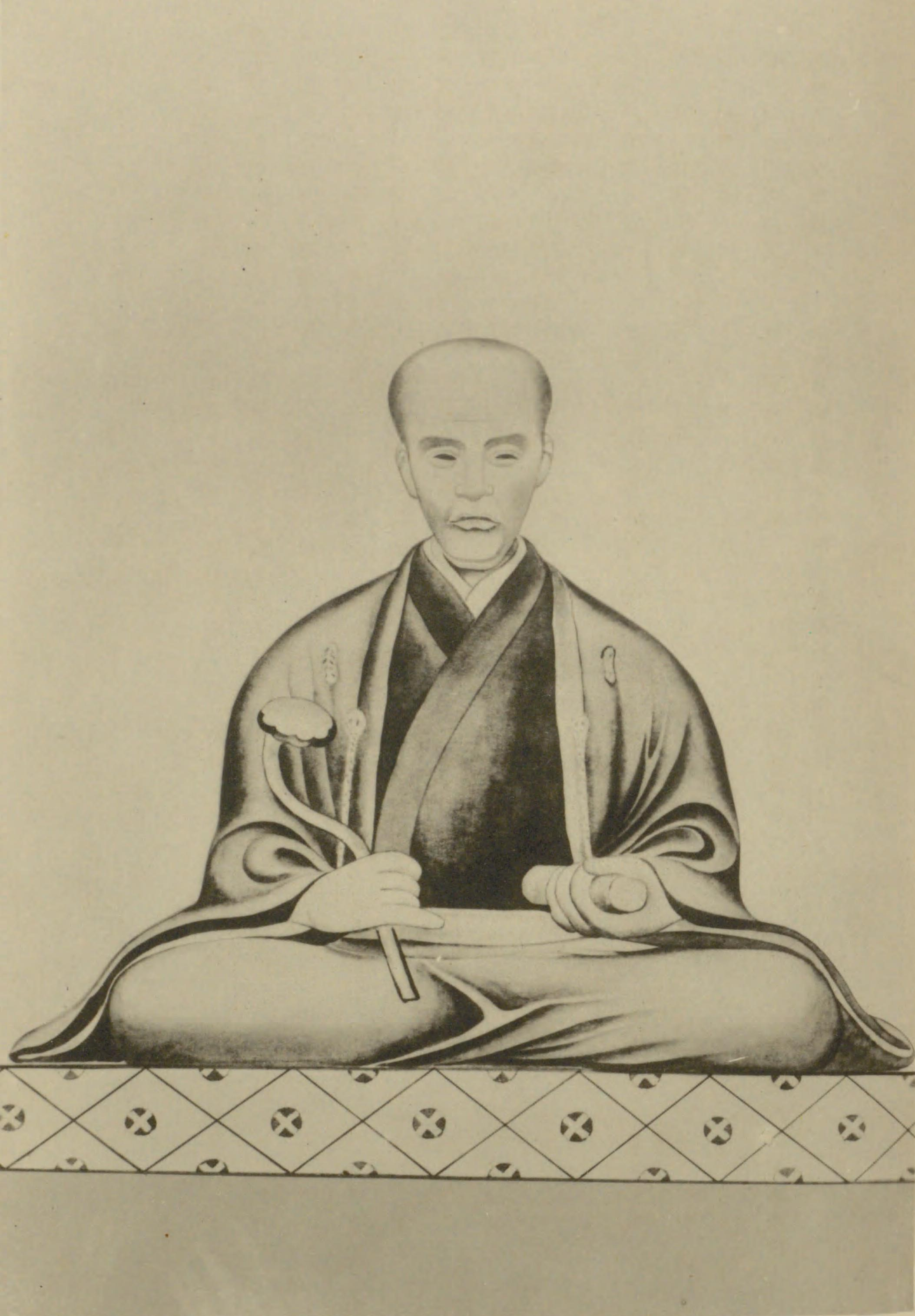
藤浪剛一『医家先哲肖像集』より橘南谿

橘 南谿（たちばな なんけい、宝暦3年4月21日（1753年5月23日） - 文化2年4月10日（1805年5月8日））は、江戸時代後期の医者。文をよくし、紀行『東遊記』、『西遊記』（併せて東西遊記と称される）と随筆『北窓瑣談』が知られる。

## 生涯
伊勢久居（現在の三重県津市久居）西鷹跡町に生まれた。久居藤堂藩に勤める、250石の宮川氏の五男であった。宮川春暉（はるあきら）、字は恵風、通称東市。後に称した『橘』は妻の姓である。南谿・梅華仙史を号した。幼いときから漢学を習った。14歳のとき、父が没した。
明和8年（1771年）19歳のとき、医学を志して京都に上り、母と住んだ。大阪、伏見に転居し、28歳のころ、京都に戻った。
天明元年（1781年）夏、29歳のとき、医書『痘瘡水鏡録』を出版した。母を喪った。その後数年、旅を多くした。すなわち、天明2年春 - 翌年夏：西国・鹿児島／天明4年秋：信濃／天明5年秋 - 翌年夏：北陸・奥羽・富山。旅の目的は、「臨床医としての見聞を広めるため」と記し、各地で治療もした。
天明3年（1783年）6月、31歳のとき、小石元俊に指導されて、伏見で刑死人の解剖を執刀し、その所見が、絵師吉村蘭洲による『平次郎臓図』として残る。
天明6年（1786年）12月、内膳司（天皇の食事を調達する役所）の史生に、翌年2月、正七位下に、同3月、石見介に任じられ、11月、光格天皇の大嘗祭に連なった。
天明8年1月、類焼の難に遭って伏見に仮寓し、寛政2年秋、京都に新居を設けた。この頃、消化器と喘息を病んだ。
寛政5年7月20日（1793年8月26日）、南谿と親交のあった岩橋善兵衛が製作に成功した望遠鏡を用いて、月や木星（歳星）、土星（鎮星）などの天体を見る集まりが催された。善兵衛、南谿を含む13名が南谿邸に集ったこの催しは『望遠鏡観諸曜記』にその記録が残されており、日本初の天体観望会とされる。
寛政6年9月（1794年）、従六位下になった。
寛政7年（1795年）3月『西遊記』（せいゆうき）を、同8月『東遊記』を版行した。嘗ての旅の記録の筆写本が回覧されていて、それの上梓を書肆が望んだのである。『西遊記』には伴蒿蹊が、『東遊記』には松本愚山が序を寄せた。
寛政8年（1796年）4月、44歳のとき、石見介の職を辞し、翌月剃髪し『梅仙』の法名を称した。
寛政9年1月、『東遊記後篇』を刊行した。冬の南紀を巡った。翌年6月、『西遊記続篇』を刊行した。
文化2年（1805年）4月10日、転居先の京都東山安井（現在の京都市東山区）で没した。53歳。『南谿院殿陽岳義明』。墓碑は、京都市左京区黒谷町、金戒光明寺の墓域に残る。

## おもな著書
- 天明元年（1781年）：『痘瘡水鏡録』
- 天明3年（1783年）：『薩州孝子伝』
- 寛政3年（1791年）：『傷寒論邇言』、『傷寒論分注』
- 寛政7年（1795年）：『西遊記』、『東遊記』、『国語律呂解』（和音階の解説（南谿は琴にたくみであった））
- 寛政8年（1796年）：『傷寒外伝』
- 寛政9年（1797年）：『東遊記後編』、『神丹秘訣』
- 寛政10年（1798年）：『西遊記続編』
- 文政2年（1819年）：『雑病紀聞』
- 文政12年（1829年）：『北窓瑣談』（随筆）（遺著）

## 最近の出版
- 『東西遊記 1』（東遊記）：平凡社 東洋文庫 248 （宗政五十緒校注）（1974） ISBN 9784256802489
- 『東西遊記 2』（西遊記）：平凡社 東洋文庫 249 （宗政五十緒校注）（1974） ISBN 9784256802496
- 『北窓瑣談』：「吉川弘文館 日本随筆大成 第2期15（1974） ISBN 9784642090384」中の一篇
- 『読産論』：「出版科学総合研究所、産論・産論翼・読産論（1977）」中の一篇
- 『神丹秘訣』：「青木国夫ほか編集、恒和出版 江戸科学古典叢書25 （1980）   ISBN 9784875360254 」中の一篇
- 黄華堂医話：「吉川弘文館 日本随筆大成 続10（1980） ISBN 4642086218」中の一篇
- 『西遊記』：「岩波書店 新日本古典文学大系98（宗政五十緒校注）（1991） ISBN 9784002400983」中の一篇